# زاک اپل
زاک اپل (انگلیسی: Zach Apple؛ زادهٔ ۲۳ آوریل ۱۹۹۷) شناگر اهل ایالات متحده آمریکا است.
وی در مسابقات کشوری و بین‌المللی در مجموع برندهٔ ۸ مدال طلا، ۱ مدال برنز شده‌است.